# Association française des parcs zoologiques
L'Association française des parcs zoologiques (AFdPZ), anciennement appelée Association nationale des parcs zoologiques (ANPZ), est l'association professionnelle regroupant les parcs zoologiques de France.

## Historique
Créée en 1969, sous la dénomination d' « Association nationale des parcs et jardins zoologiques privés », l'Association française des parcs zoologiques choisit comme symbole une licorne qu'elle attribue à chacun de ses membres comme label de qualité.
Son premier président fut l'ornithologue franco-américain Jean Théodore Delacour. Cette fonction est actuellement occupée par Rodolphe Delord (Zoo de Beauval)
L’Association Française des Parcs Zoologiques (AFdPZ) fédère une centaine de parcs zoologiques en métropole et outre-mer qui doit respecter les directives du code d’éthique de l’AFdPZ.

## Les missions de l'association
L'association s'est donnée pour mission a pour mission de mettre en réseau les parcs zoologiques français, experts de la faune sauvage, et d’assurer leur représentativité devant les autorités de tutelles ainsi que devant les organisations internationales. 

### Une mission de conservation
L'association soutient l’engagement des parcs qui œuvrent pour le bien-être animal et assurent les missions de conservation de la biodiversité, d’éducation des citoyens et de recherche scientifique. 
Elle assume un rôle important d'interlocuteur auprès de l'ensemble des administrations concernées par les activités de ses membres, sur des sujets aussi divers que la protection de la nature, la réglementation sanitaire ou le travail.
L’AFdPZ gère aussi son propre fonds de conservation in situ.

### Une mission d'éducation
Le zoo est le lieu privilégié permettant au public une meilleure compréhension et connaissance des actions de protection la biodiversité. L’empathie pour les espèces animales ne peut être développée que par le biais d’une connexion au monde animal. Il est donc important pour les jeunes générations, en particulier celles qui vivent en ville, d’avoir un contact visuel, auditif et olfactif avec les espèces animales dont la connaissance ne peut se limiter à un apprentissage à partir de livres ou de films.
Les animations pédagogiques : spectacles animaliers, nourrissages commentés, entraînements médicaux publics, journées thématiques, conférences, visites guidées ou activités en ateliers, sont organisées dans les zoos membres de l'association. Elles ont pour but de sensibiliser le public à la fragilité de la vie sauvage et de lui faire découvrir les différentes façons de protéger la biodiversité.

### Une mission de recherche scientifique
Les espèces animales hébergées dans les zoos permettent d'en apprendre davantage sur la biologie animale et de mieux comprendre le comportement des différentes espèces et de mieux identifier leurs besoins.
Les missions de recherche des parcs zoologiques intègrent aussi bien de la recherche au niveau des individus, que celles des espèces et de leurs habitats. De nombreux domaines sont concernés : physiologie, nutrition, reproduction, éthologie, génétique, soins vétérinaires, démographie, écologie sensorielle, histologie, anatomie, taxonomie etc.

### Assurer le bien-être animal
Le code d’éthique de AFdPZ publié en 2020 fait aux zoos d’« Agir dans l’intérêt de la conservation de la vie sauvage, de la biodiversité et du bien-être animal au travers de sa communication et de ses actions ». Les membres s’engagent à respecter des normes de haut niveau garantissant le bien-être des animaux dont ils ont la responsabilité. 
l’Agence nationale de sécurité sanitaire de l'alimentation, de l'environnement et du travail (ANSES) définit le bien-être animal comme : « un état physique et mental de l’animal qui découle de la satisfaction de ses besoins physiologiques et comportementaux, ainsi que de ses attentes ». 

### Œuvrer pour un développement durable
La réduction de l’empreinte environnementale des zoos doit être prise en compte à tous les niveaux : activités, fonctionnement et développement du zoos etc. :
- réduction des émissions de gaz à effet de serre par l’utilisation d’énergies renouvelables et la réduisant la consommation d’énergie ;
- réduction de la consommation d'énergie ;
- meilleures gestion de l'eau ;
- récupération des déchets verts ;
- suppression des emballages et ustensiles en matières plastiques ;
- utilisation de produits d’entretien Eco labellisés et suppression de l’utilisation des produits phytosanitaires ;
- utilisation d’insecticides prohibée ;
- fauchage tardif des prairies prenant en compte les pollinisateurs ;
- plantation ou semis d'espèces de plantes non invasives ;
- installation de nichoirs à insectes, à chauve-souris, à oiseaux[1].